# Monólogo

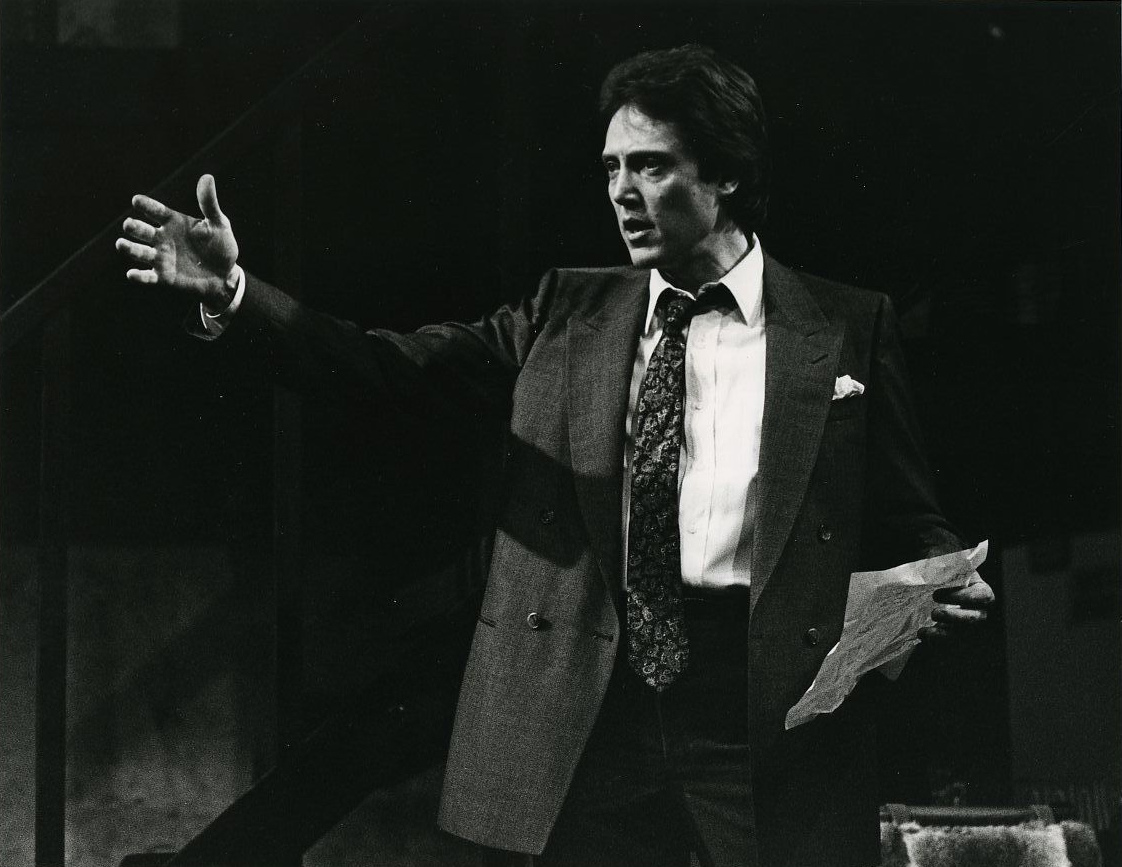
Christopher Walken realizando um monólogo na peça teatral de 1984, Hurlyburly

No teatro, um monólogo (em grego:  μονόλογος, de μόνος mónos, "sozinho, solitário" e λόγος lógos, "fala") é um discurso apresentado por um único personagem, na maioria das vezes para expressar seus pensamentos em voz alta, embora às vezes também para expressar diretamente dirigir-se a outro personagem ou ao público. Os monólogos são comuns em toda a gama de mídia dramática (peças, filmes, etc.), bem como em mídias não dramáticas, como a poesia. Os monólogos compartilham muito em comum com vários outros dispositivos literários, incluindo solilóquios, apóstrofes e apartes. Há, no entanto, distinções entre cada um desses dispositivos.

## Dispositivos literários semelhantes
Os monólogos são semelhantes aos poemas, epifanias e outros, pois envolvem uma 'voz' falando, mas existem diferenças entre eles. Por exemplo, um solilóquio envolve um personagem relatando seus pensamentos e sentimentos a si mesmo e ao público sem se dirigir a nenhum dos outros personagens. Um monólogo são os pensamentos de uma pessoa falados em voz alta. Os monólogos também são distintos dos apóstrofes, nos quais o orador ou escritor se dirige a uma pessoa imaginária, objeto inanimado ou ideia. Os apartes diferem de cada um deles não apenas no comprimento (os apartes são mais curtos), mas também porque os apartes não são ouvidos por outros personagens, mesmo em situações em que logicamente deveriam ser (por exemplo, dois personagens envolvidos em um diálogo interrompido por um deles fazendo um aparte).